# Autoportrait (Rembrandt, Indianapolis)
Pour les articles homonymes, voir Autoportrait (homonymie).
Autoportrait ou Autoportrait avec hausse-col et béret est un autoportrait de Rembrandt réalisé vers 1629. Il fait actuellement partie de la collection du Fonds Clowes du Musée d'Art d'Indianapolis.

## Description
C'est un portrait d'une spontanéité travaillée. Les lèvres entrouvertes, la tête inclinée, et la position penchée évoquent un moment de surprise et d'animation subite, et établissent une relation dramatique avec le spectateur. Le peintre est costumé d'accessoires extraits de la collection de son atelier : une écharpe, un bonnet rabattu vers le bas dont l'ombre couvre son front, et un hausse-col en acier où se détache un rivet. Rembrandt n'a jamais servi dans la milice, et la collerette n'a pas de valeur symbolique.
L'artiste n'a que vingt-trois ans quand il peint cet autoportrait, mais utilise et maîtrise déjà un large éventail de procédés artistiques pour susciter l'émotion et un effet dramatique. L'éclairage et l'atmosphère dense qui seront caractéristiques de son œuvre sont déjà présents dans ce tableau. Les teintes presque monochromatiques; un travail du pinceau incisif, la séparation de mèches de cheveux par des rayures faites dans la peinture humide, contribuent à la charge  émotionnelle. Il reprendra par la suite ces procédés dans ses grandes œuvres, pour rendre avec authenticité les sentiments.

## Histoire
Lorsqu'il peint cet autoportrait, Rembrandt était encore un jeune peintre de sa ville natale, Leyde, sans renommée. Maître d'un petit atelier, il y perfectionne son art, et ouvre dans son œuvre ce genre, qui sera ensuite prisé par les collectionneurs. Il peut s'agir d'un moment de son apprentissage : Samuel van Hoogstraten, qui a étudié avec Rembrandt, écrira plus tard un manuel de peinture prônant l'autoportrait pour apprendre à capturer l'émotion. Une autre explication, plus prosaïque, de la peinture de ses premiers autoportraits par Rembrandt est qu'il lui évitent d'embaucher un modèle, économie interessante pour un jeune peintre en lutte contre l'adversité.

### Controverse d'attribution
Rembrandt a souvent utilisé ses autoportraits comme support d'enseignement à ses élèves, leur en faisant peindre  plusieurs copies et variantes, à la fois pour leur apprentissage, et parce qu'ils se vendaient assez bien. Il y a ainsi au moins cinq exemplaires de cette peinture, ce qui a conduit à un doute sur son attribution au maître. L'historien de l'Art Abraham Bredius, qui l'a découvert dans un château près de Lvov, en 1897, l'a d'abord présenté comme un Rembrandt authentique, mais a changé d'opinion en 1969. Les chercheurs sont ensuite restés partagés, avant et après le nettoyage fait en 1966. Mais des examens plus poussés, dont une radiographie en 1979 ont conduit à ce que l'autoportrait soit considéré comme de Rembrandt. La radiographie a ainsi révélé des repentirs et changement dans les angles des épaules, de la tête et du chapeau : le tableau est donc une composition originale et non une simple copie.
Par ailleurs, le tableau porte le monogramme RHL, qui est celui utilisé par Rembrandt au cours de ses années à Leyde. Ces initiales ont été ajoutées lorsque la peinture était encore humide, et n'apparaissent pas sur les copies. Enfin, le portrait comporte plusieurs défauts sur le menton du peintre. Le peintre n'a jamais masqué ses rides et les imperfections de son visage, alors que ses élèves avaient tendance à les dissimuler.

### Acquisition
Le tableau a été acheté par G. H. A. Clowes en 1951, mettant fin à sa circulation entre familles nobles de Pologne. La famille Clowes de la famille l'a donné au Musée d'Art d'Indianapolis en 1959. Il porte le numéro d'ordre C10063 et peut être vu dans le pavillon Clowes.